# Lilian Benningsen
Lilian Benningsen (* 17. Juli 1924 in Wien; † 12. Juni 2014 in München) war eine österreichische Opernsängerin (Mezzosopran und Alt).

## Leben
Lilian Benningsen erhielt ihre Ausbildung als Sängerin in Wien durch die renommierten Gesangspädagoginnen Elisabeth Radó und Anna Bahr-Mildenburg. Ihren ersten großen Erfolg hatte sie 1947, als die 23-Jährige den ersten Preis im Gesangswettbewerb der Wiener Gesellschaft der Musikfreunde gewann. Kaum ein Jahr später gab Lilian Benningsen ihr Debüt am Landestheater Salzburg. Es folgten Engagements am Stadttheater Göttingen und an der Oper von Köln (1950–1952). 
Ihr Gastspiel an der Münchner Oper im Jahre 1951 sorgte für Furore in der Opernwelt der bayerischen Hauptstadt und darüber hinaus: Sie sang die Eboli in Don Carlos. Die Sängerin wurde für die Bayerische Staatsoper verpflichtet und gehörte für drei Jahrzehnte dem Münchener Opernensemble als festes Mitglied an. Dabei sang sie an der Seite von Erika Köth, Leonie Rysanek, Marianne Schech, Josef Metternich, Kurt Böhme, Hans Hopf u. a. m. Neben Partien wie die Marzelline in Die Hochzeit des Figaro (u. a. am 14. Juni 1958 zur Wiedereröffnung des Cuvilliés-Theater) und Der Barbier von Sevilla, die Dorabella in Così fan tutte, die Fricka im Ring-Zyklus, die Amneris in Aida waren weitere Glanzpunkte ihres Rollenrepertoires der Octavian im Rosenkavalier und immer wieder, im Wechsel mit Hertha Töpper, die Carmen in der gleichnamigen Oper von Georges Bizet.
Lilian Benningsen gastierte an den großen europäischen Opernbühnen, beispielsweise in Wien, Salzburg, London, Lissabon und Athen. Gleichzeitig hatte sie eine bedeutende Karriere als Lied- und Konzertsängerin und betätigte sich ferner als Gesangspädagogin. Zu ihren Schülern gehörten u. a. Jan Zinkler, Rebeca Pascua und Gabriele Spiegl. Benningsen war auch an zahlreichen Schallplatten-Einspielungen beteiligt.
Ihre Grabstätte befindet sich auf dem Waldfriedhof in Gauting.

## Diskografie (Auswahl)
- Magdalene in Die Meistersinger von Nürnberg
- Larina in Eugen Onegin